# Nossa Senhora do Pópulo
 (octobre 2024).
Si vous disposez d'ouvrages ou d'articles de référence ou si vous connaissez des sites web de qualité traitant du thème abordé ici, merci de compléter l'article en donnant les références utiles à sa vérifiabilité et en les liant à la section « Notes et références ».
Cet article possède un paronyme, voir Nuestra Señora del Populo.
Nossa Senhora do Pópulo est une freguesia portugaise du district de Leiria située dans la sous-région de l’Ouest.
Avec une superficie de 12,10 km2 et une population de 14 451 habitants (2001), la paroisse possède une densité de 1 194,3 hab/km2.